# Карачинский металлургический завод
Пакистанский сталелитейный завод (урду پاکستان سٹیل ملز‎‎پاکستان سٹیل ملز) — пакистанская компания, являющаяся производителем сортового проката и металлических изделий.
Заводоуправление компании расположено рядом с городом Карачи, провинция Синд, Пакистан, Pakistan Steel Mills (ПСМ) корпорацией, располагающей производственными мощностями по производству 1,1—5,0 млн тонн стали и чугуна стали и чугуна. Завод был построен с помощью СССР в 1970-е годы. За время строительства было уложено 1,29 млн м³ бетона; выполнено земляных работ объёмом 5,7 млн и размещено несколько десятков тысяч тонн оборудования.
Во время правления премьер-министра Шауката Азиза была попытка приватизировать завод в 2006 году. Однако попытка была отменена Верховным судом, который начал полномасштабное расследование.

## История
После создания Пакистана в 1947 году, правительство премьер-министра Лиакат Али Хан, поняло важность местного производства чугуна и стали. Изначально зависимость от импорта была очень сильной. В 1958 году Советский премьер Николай Булганин предложил техническую и научную помощь  Пакистану по созданию металлургических заводов и выразил свою заинтересованность в создании первого в стране металлургического комбината.
Проект был всесторонне обсужден премьер-министром Гусейна Сухравади и президентом Аюб-Ханом. Было решено приступить к проектированию.
Ради выполнения этого решения была зарегистрирована компания, которая должна эксплуатировать этот завод (ПСМ Лтд.) в Карачи, провинция Синд, Пакистан. Переговоры о строительстве были сделаны с представителями США, но правительство США показало отсутствие амбиций и заинтересованности в проекте; в связи с чем запрос на проектирование, строительство и эксплуатацию завода были направлены в правительство Советского Союза. СССР взялся построить завод.
В конце концов была достигнута договоренность с Тяжпромэкспортом из Союза Советских Социалистических Республик (СССР) в январе 1969 года. А в 1971 г. Пакистан и Советский Союз наконец подписали межправительственное соглашение, по которому СССР согласился предоставить технико-финансовую помощь для строительства интегрированного металлургического комбината в Карачи на берегу Аравийского моря.

### Строительство
В 1956 году Компания Крупп из Западной Германии предложила построить для металлургического комбината рудник и угольную шахту. Проект был отклонен Министерством энергетики. Министр Зульфикар Али Бхутто сослался при этом на советский проект, основная идея которого — единый огромный металлургический комбинат на основе 100 % импортных стальных и железных руд, а не местной руды. Через некоторое время было решено использовать местное сырье. В июне 1966 года другая Западно-немецкая фирма Зальцгиттер АГ произвела ~5000 тонн качественной стали из 15 000 тонн пакистанской железной руды в присутствии международных экспертов и продала его компании «Фольксваген». 
2 июля 1973 года началось строительство.
Советский ученый Михаил Колтоков прибыл в Пакистан и некоторое время там жил, чтобы обеспечить обучение технического персонала. Инженер Нияз Мухаммед и ученый-материаловед Вахаб Сиддики получили подготовку в Советском Союзе и обучили тысячи специалистов. Они получили высшие награды Пакистана и СССР.

## Производство
Pakistan Steel это не только основные производственные цеха мощностью до 2,2 млн тонн в год, но и прочие вспомогательные цеха. Всего подразделений насчитывается более двадцати, они были введены в эксплуатацию в период между 1981 и 1985. Доменная печь № 1 была введена в эксплуатацию 14 августа 1981 года.
Завершение металлургического цикла на комбинате произошло 15 января 1985 года.
Некоторое время в 2013 году завод работал лишь при 3%-й загрузке своих мощностей.
Правительство Пакистана с января 2017 года планировало сдать в аренду завод.
По состоянию на август 2017 работники завода 4 месяца не получают заработную плату.
В 2020 году на заводе работало 9350 человек.

## Территория завода
Pakistan Steel является одним из самых крупных в стране и находится на расстоянии 40 км к юго-востоку от Карачи в местечке Бин-Касим (квартал - Город Стали или gulshan e haddid) возле порта Мухаммад Бин Касим.
Pakistan Steel, занимающий площадь 18,660 акра (0,076 км2) (около 29 квадратных миль (75 км2)), в том числе 10 390 акров (42 км2) — сам завод, 8070 акров (33 км2) — заводской посёлок и 200 акров (0,8 км2) водохранилище. Кроме того, компания арендует 7520 акров (30 км2) под карьеры известняка и доломита. Это один из крупнейших промышленных комплексов в Пакистане, а также в Южной Азии
Кроме того в связи с огромным размером, поселок при заводе имеет свои собственные школы, колледж и ПТУ, парки и места отдыха.
В местечке Касим также расположены ещё несколько металлургических заводов.

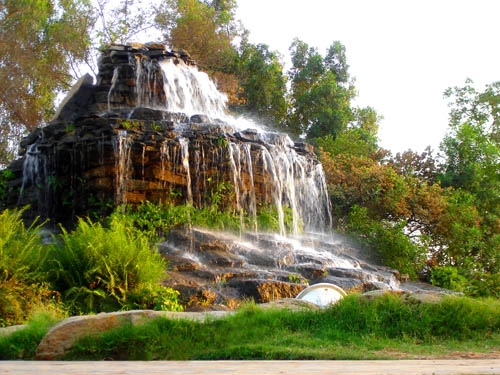
Парк расположенный в заводском посёлке- стальном Городе

Завод проводит политику по охране окружающей среды. Использует для водоснабжения морскую воду.